# Surfe nos Jogos Asiáticos de Praia de 2008
O surfe nos Jogos Asiáticos de Praia de 2008 foi disputado entre 19 e 23 de outubro. Cinco eventos foram disputados.

## Calendário
| Outubro | 18 | 19 | 20 | 21 | 22 | 23 | 24 | 25 | 26 | Finais |
| ------- | -- | -- | -- | -- | -- | -- | -- | -- | -- | ------ |
| Surfe   |    | 1  | 1  | 1  | 1  | 1  |    |    |    | 5      |

## Quadro de medalhas
| Ordem | País      | Medalha de ouro | Medalha de prata | Medalha de bronze |    |
| ----- | --------- | --------------- | ---------------- | ----------------- | -- |
| 1     | Indonésia | 3               | 2                | 4                 | 9  |
| 2     | Japão     | 2               | 2                | 2                 | 6  |
| 3     | Filipinas |                 | 1                | 3                 | 4  |
| 4     | Maldivas  |                 |                  | 1                 | 1  |
| TOTAL | TOTAL     | 5               | 5                | 10                | 20 |

## Medalhistas
| Evento                                          | Ouro                          | Prata                                | Bronze                                                        |
| Aerial masculino (detalhes[ligação inativa])    | INA Indonésia Dede Suryana    | JPN Japão Yuichi Kurogi              | JPN Japão Shuhei Kato INA Indonésia Made Adi Putra            |
| Longboard masculino (detalhes[ligação inativa]) | JPN Japão Yuta Morimoto       | PHI Filipinas Luke Richard Landrigan | INA Indonésia Wayan Widana INA Indonésia Ridwan Husni         |
| Prancha masculino (detalhes[ligação inativa])   | INA Indonésia I Made Widiarta | INA Indonésia I Made Raditya Rondi   | JPN Japão Shigenori Suzuki PHI Filipinas Carlito Nogalo       |
| Prancha feminino (detalhes[ligação inativa])    | JPN Japão Akiko Kiyonaga      | INA Indonésia Gea Yasniar            | PHI Filipinas Marianita Alcala INA Indonésia Dewi Diah Rahayu |
| Equipes (detalhes[ligação inativa])             | INA Indonésia                 | JPN Japão                            | PHI Filipinas MDV Maldivas                                    |